# ミッドウェイ駅 (アムトラックの駅)
ミッドウェイ駅（Midway Station）は、かつてアメリカ合衆国のミネソタ州ラムゼイ郡セントポール市にあった鉄道駅である。セントポール市とミネアポリス市の境界近くに位置していた。
1978年から2014年までアムトラックが使用した駅で、長距離旅客列車エンパイア・ビルダーが発着していた。2014年以降はユニオン駅 (セントポール)がこの役割を引き継いでいる。